# 河北精神號漏油事故

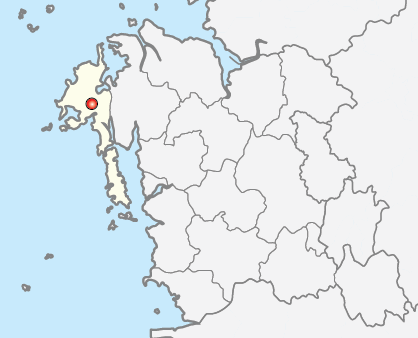
受影響之海灘

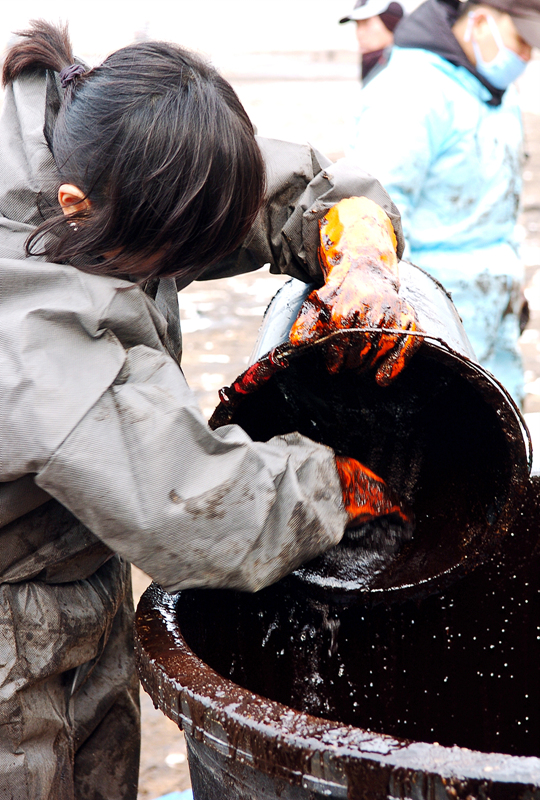
一名義工在協助清理

河北精神號溢油事件是一個重大的溢油事件，由一艘駁船在韓國忠清南道泰安郡大山港撞到河北精神號（Hebei Spirit）而引起。

## 詳情
在韓國當天上午（2007年12月7日）本地時間上午七点半，一首駁船與河北精神號在黃海海面相撞，漏出大約10000噸原油。韓國時報稱它是南韓的最嚴重的漏油事件，超越發生在1995年的溢漏事件。這事件，是埃克森瓦爾迪茲號漏油事件大約三分之一的大小。

## 影响
由于此事件发生在寒冷了冬季，因此最初专家相信溢油的面积不会扩大。然而因为异常的天气，加上强大的海浪和意料不到的风向，使得漏油的擴展面积蔓延速度超出了原先所预测的，並污染了海岸的蠔田。

## 資料來源
- 大紀元 （页面存档备份，存于）
- 明報新聞網 （页面存档备份，存于）